# Parti travailliste portugais
Le Parti travailliste portugais (en portugais : Partido Trabalhista Português, abrégé en PTP) est un parti politique portugais d'obédience travailliste.

## Histoire
Fondé le 1er juillet 2009 lors de son inscription au registre des partis politiques portugais par le Tribunal constitutionnel, le PTP prend la suite nominale des défunts Parti travailliste (organisation clandestine fondée en 1947), Parti travailliste démocrate portugais (annoncé en mai 1974 mais jamais légalisé) et Parti travailliste (refondé en 1979, éteint en 1983, dissous en 2000).
Le Parti travailliste portugais réussit à faire élire trois députés régionaux à Madère lors des élections régionales de 2011, puis José Manuel Coelho seul lors du scrutin suivant.

## Résultats électoraux

### Élections présidentielles
| Année | Candidat                 | 1er tour                 | 1er tour                 | 1er tour                 | 2d tour                  | 2d tour                  | 2d tour                  |
| Année | Candidat                 | Voix                     | %                        | Rang                     | Voix                     | %                        | Rang                     |
| ----- | ------------------------ | ------------------------ | ------------------------ | ------------------------ | ------------------------ | ------------------------ | ------------------------ |
| 2011  | Pas de candidat présenté | Pas de candidat présenté | Pas de candidat présenté | Pas de candidat présenté | Pas de candidat présenté | Pas de candidat présenté | Pas de candidat présenté |
| 2016  | Pas de candidat présenté | Pas de candidat présenté | Pas de candidat présenté | Pas de candidat présenté | Pas de candidat présenté | Pas de candidat présenté | Pas de candidat présenté |
| 2021  | Pas de candidat présenté | Pas de candidat présenté | Pas de candidat présenté | Pas de candidat présenté | Pas de candidat présenté | Pas de candidat présenté | Pas de candidat présenté |

### Élections législatives
| Année | Tête de liste    | Voix           | %              | Rang           | Sièges  | Statut              |
| ----- | ---------------- | -------------- | -------------- | -------------- | ------- | ------------------- |
| 2009  | Amândio Madaleno | 4 789          | 0,08           | 14e            | 0 / 230 | Extra-parlementaire |
| 2011  | Amândio Madaleno | 16 811         | 0,30           | 11e            | 0 / 230 | Extra-parlementaire |
| 2015  | Coalition AGIR   | Coalition AGIR | Coalition AGIR | Coalition AGIR | 0 / 230 | Extra-parlementaire |
| 2019  | Amândio Madaleno | 8 299          | 0,16           | 20e            | 0 / 230 | Extra-parlementaire |
| 2022  | Amândio Madaleno | 3 533          | 0,07           | 21e            | 0 / 230 | Extra-parlementaire |
| 2024  | Amândio Madaleno | 2 435          | 0,04           | 18e            | 0 / 230 | Extra-parlementaire |
| 2025  | Edgar Silva      | 425            | 0,01           | 21e            | 0 / 230 | Extra-parlementaire |

### Élections européennes
| Année | Tête de liste      | Voix   | %    | Rang | Sièges | Statut              |
| ----- | ------------------ | ------ | ---- | ---- | ------ | ------------------- |
| 2014  | José Manuel Coelho | 22 531 | 0,69 | 10e  | 0 / 21 | Extra-parlementaire |
| 2019  | Gonçalo Madaleno   | 8 640  | 0,26 | 16e  | 0 / 21 | Extra-parlementaire |
| 2024  | José Manuel Coelho | 4 312  | 0,11 | 16e  | 0 / 21 | Extra-parlementaire |

### Élections régionales

#### Région autonome des Açores
| Année | Tête de liste          | Voix                   | %                      | Rang                   | Sièges                 | Statut              |
| ----- | ---------------------- | ---------------------- | ---------------------- | ---------------------- | ---------------------- | ------------------- |
| 2012  | José Fernandes         | 471                    | 0,44                   | 10e                    | 0 / 57                 | Extra-parlementaire |
| 2016  | Pas de liste présentée | Pas de liste présentée | Pas de liste présentée | Pas de liste présentée | Pas de liste présentée | Extra-parlementaire |
| 2020  | Pas de liste présentée | Pas de liste présentée | Pas de liste présentée | Pas de liste présentée | Pas de liste présentée | Extra-parlementaire |
| 2024  | Pas de liste présentée | Pas de liste présentée | Pas de liste présentée | Pas de liste présentée | Pas de liste présentée | Extra-parlementaire |

#### Région autonome de Madère
| Année | Tête de liste                          | Voix                                   | %                                      | Rang                                   | Sièges | Statut              |
| ----- | -------------------------------------- | -------------------------------------- | -------------------------------------- | -------------------------------------- | ------ | ------------------- |
| 2011  | José Manuel Coelho                     | 10 115                                 | 6,87                                   | 4e                                     | 3 / 47 | Opposition (XIe)    |
| 2015  | Coalition avec le PS, le PAN et le MPT | Coalition avec le PS, le PAN et le MPT | Coalition avec le PS, le PAN et le MPT | Coalition avec le PS, le PAN et le MPT | 1 / 47 | Opposition (XIIe)   |
| 2019  | Raquel Coelho                          | 1 426                                  | 1,00                                   | 10e                                    | 0 / 47 | Extra-parlementaire |
| 2023  | Quintino Costa                         | 1 369                                  | 1,01                                   | 9e                                     | 0 / 47 | Extra-parlementaire |
| 2024  | Raquel Coelho                          | 1 222                                  | 0,90                                   | 10e                                    | 0 / 47 | Extra-parlementaire |
| 2025  | Coalition avec le MPT et le RIR        | Coalition avec le MPT et le RIR        | Coalition avec le MPT et le RIR        | Coalition avec le MPT et le RIR        | 0 / 47 | Extra-parlementaire |

### Élections municipales
| Année | Municipalités | Municipalités | Municipalités | Municipalités | Municipalités | Freguesias | Freguesias | Freguesias  |
| Année | %             | Rang          | Maires        | Échevins      | Conseillers   | %          | Rang       | Conseillers |
| ----- | ------------- | ------------- | ------------- | ------------- | ------------- | ---------- | ---------- | ----------- |
| 2009  | 0,01          | 19e           | 0 / 308       | 0 / 2078      | 0 / 6946      | 0,01       | 18e        | 0 / 34672   |
| 2013  | 0,17          | 19e           | 0 / 308       | 0 / 2086      | 3 / 6487      | 0,05       | 23e        | 1 / 27167   |
| 2017  | 0,11          | 23e           | 0 / 308       | 0 / 2074      | 1 / 6461      | 0,07       | 27e        | 0 / 27019   |
| 2021  | 0,03          | 51e           | 0 / 308       | 0 / 2064      | 0 / 6448      | 0,04       | 45e        | 0 / 26797   |